# 심즙 신도비
심즙 신도비(沈楫 神道碑)는 인천광역시 서구 공촌동에 있는 조선시대의 신도비이다. 1994년 11월 4일 인천광역시의 기념물 제14호 심집신도비(沈楫神道碑)로 지정되었다가, 1995년 11월 14일 인천광역시의 유형문화재 제32호 심즙 신도비(沈楫 神道碑)로 지정되었다.

## 개요
신도(神道)란 죽은 사람의 묘로(墓路)를 뜻하며, 신도비란 임금이나 고관의 업적을 기리기 위하여 무덤 앞 또는 무덤으로 가는 길목에 세운 비석을 가리킨다. 조선시대의 신도비는 2품 이상의 품계를 지닌 자에 한해 세우는 것으로 제도화되었다.
이 신도비는 조선 인조 때의 문신 심즙(1569~1644)을 기리기 위하여 세워졌다. 심즙의 자는 자순(子順)이고 호는 남애(南崖), 시호는 효간(孝簡)이다. 1597년(선조 30) 문과에 급제한 뒤 형조·공조·예조 판서를 역임하였고, 이괄의 난이 일어나 인조가 공주로 몽진(蒙塵)할 때 호종(扈從)하여 호종공신이 되었다.
심즙의 묘는 원래 경기도 시흥시에 있다가 인천시 서구 공촌동으로 이장하였으며, 이때 신도비도 함께 옮겼다. 비는 사각형의 받침돌[비대(碑臺)] 위에 길쭉한 직사각형의 몸돌[비신석(碑身石)]을 세우고, 그 위에 지붕돌[비개석(碑蓋石)]을 올린 모습이다. 비의 전체 높이는 1.9m이고, 너비 0.85m, 두께 0.53m이다.
거유(巨儒) 송시열(宋時烈)이 비문을 짓고, 홍봉조(洪鳳祚:1680∼1760)가 글씨를 썼으며, 유척기(兪拓基)가 비에 새기었다.

## 현지 안내문
심즙(1569~1644)은 28세인 선조 30년(1597)에 문과에 급제하였고 형조·공조·예조판서를 역임하였다. 이괄(李适)의 난이 일어 났을 때 인조가 공주로 몸을 옮겼는데 그때 왕을 호위한 공으로 호종공신(扈從功臣)이 되었다. 심즙의 묘는 본래 시흥에 있었으나 근래에 지금 자리로 이장하였으며, 신도비도 그 때 함께 옮겼다. 신도비는 높이 1.9m, 너비 0.85m, 폭 0.53m의 크기이며 비문은 송시열(宋時烈)이 짓고, 홍봉조(洪鳳祚)가 썼으며, 유척기(兪拓基)가 전서하였다.

## 참고 자료
- 심즙 신도비 - 국가유산청 국가유산포털